# Cyamus scammoni
Cyamus scammoni är en kräftdjursart som beskrevs av Dall 1872. Cyamus scammoni ingår i släktet Cyamus och familjen vallöss. Inga underarter finns listade i Catalogue of Life.